# Cuevas de Cantabria

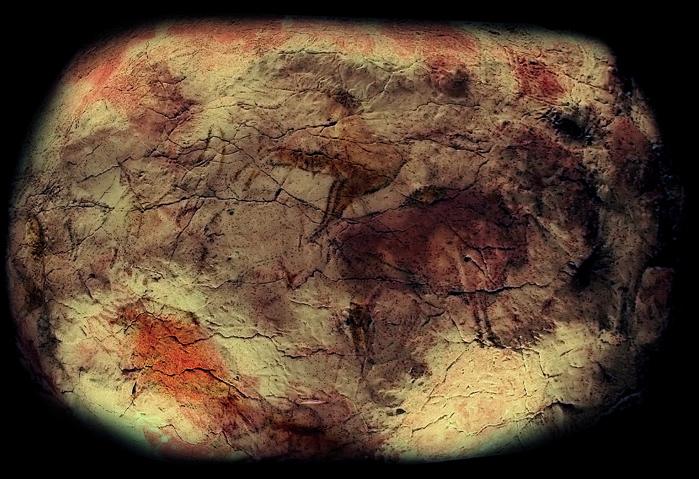
Techo de la Cueva de Altamira (réplica), Museo Arqueológico Nacional.

La peculiar situación geográfica de Cantabria, así como su orografía, hacen de ella un lugar idóneo para poder estudiar los asentamientos de los hombres primitivos de hace miles de años. Éstos plasmaron su arte en las cuevas mostrando figuras de diversos animales de la época (bisontes, caballos, cabras, ciervos, y bóvidos), manos y otros muchos grabados. También se han podido encontrar restos de animales como osos, restos de flechas y diverso material que se puede encontrar en su gran mayoría en el Museo de Prehistoria y Arqueología de Cantabria.
Diez de las cuevas de Cantabría se encuentran dentro de la declaración de la Unesco de Patrimonio de la Humanidad bajo la denominación «Cueva de Altamira y arte rupestre paleolítico de la cornisa cantábrica», que abarca un total de 18 cavidades.
En esta comunidad autónoma existen más de 6.500 cuevas.

## Cuevas con arte rupestre

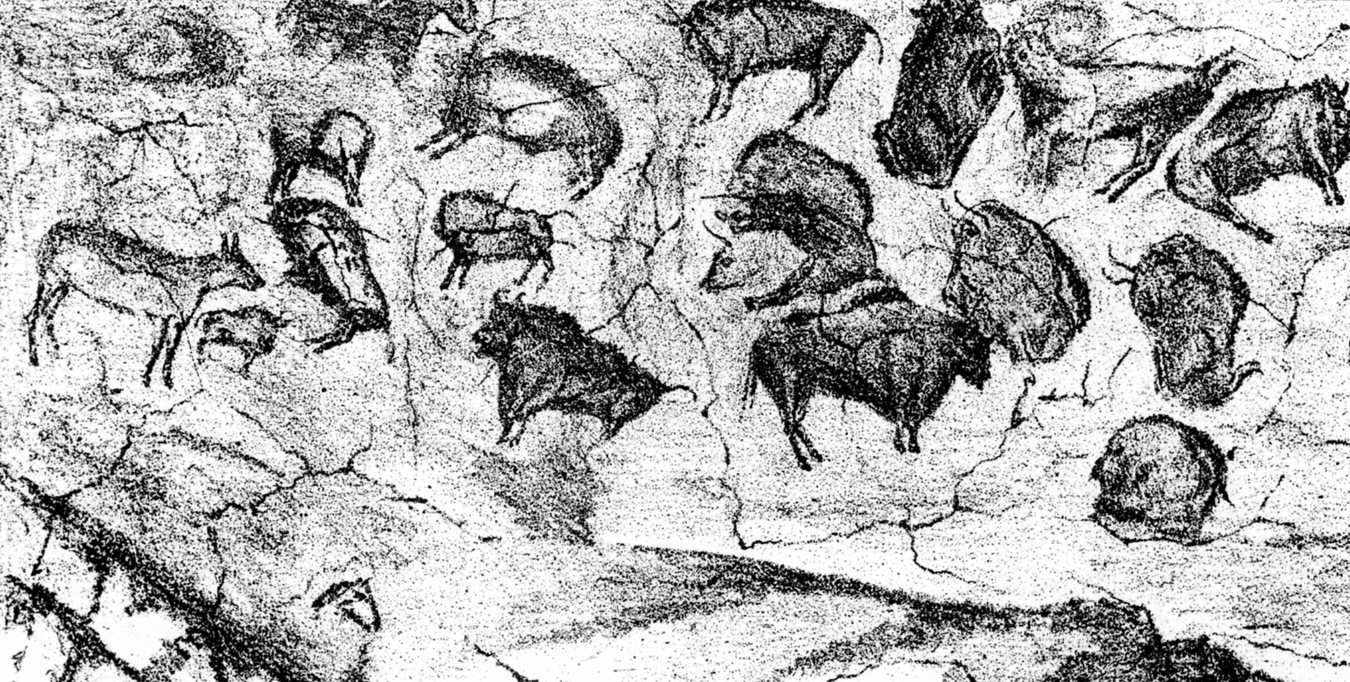
Gran sala de polícromos de Altamira, publicado por Marcelino Sanz de Sautuola en 1880.

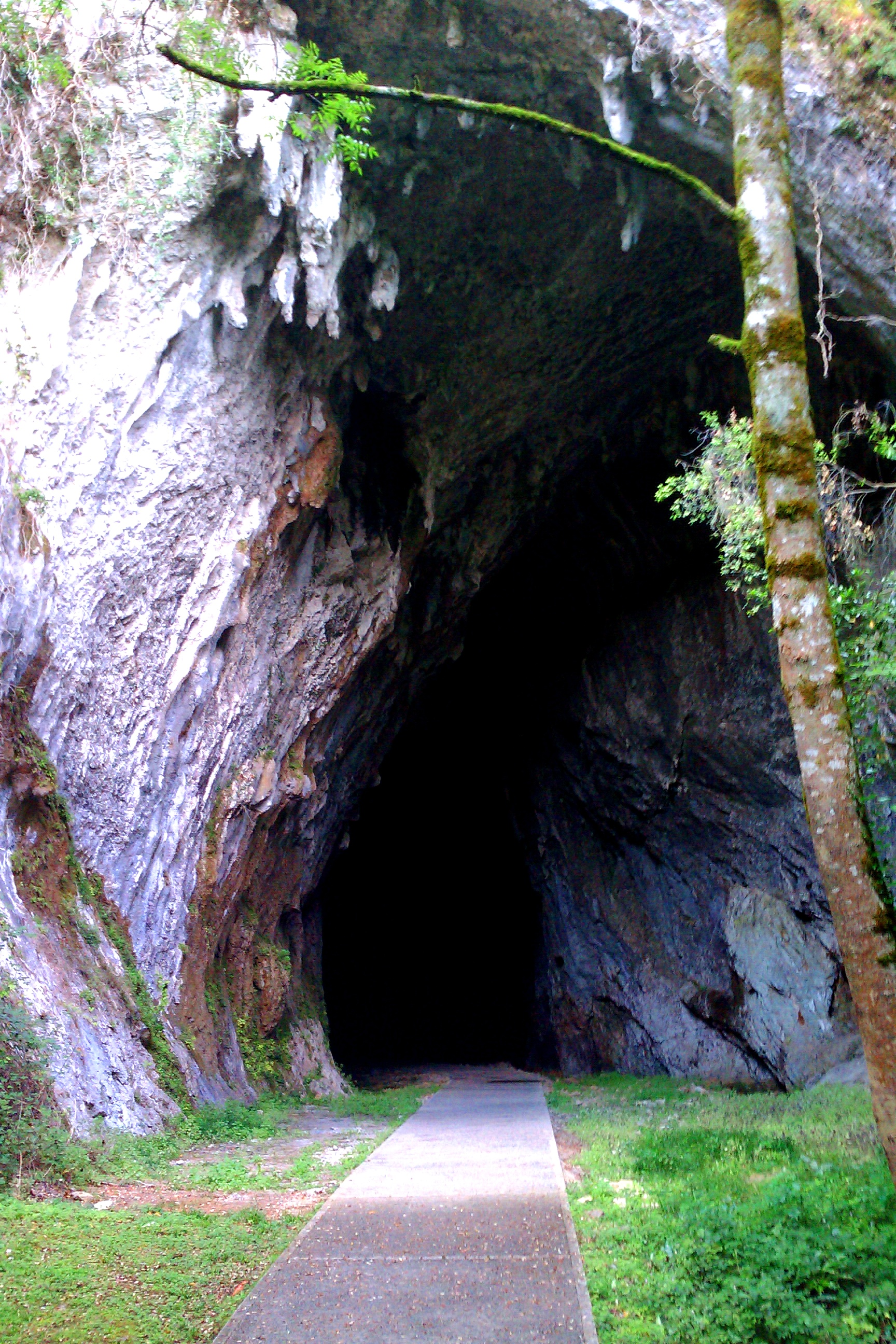
Entrada a la cueva de Cullalvera, en Ramales de la Victoria.

### Cueva de Altamira
La cueva de Altamira se encuentra en las inmediaciones de Santillana del Mar. Esta cueva, llamada la «Capilla Sixtina» del Cuaternario, relativamente pequeña (270 metros), destaca por sus impresionantes representaciones de animales como bisontes (representado 16 veces), ciervos (la gran cierva es la figura más grande con 2,25 metros) o caballos. La cueva fue incluida en el Patrimonio de la Humanidad por la Unesco en 1985.

### Cueva de Cullalvera
La cueva de Cullalvera se encuentra situada en el municipio de Ramales de la Victoria, capital de la comarca del Asón. Esta cavidad cercana al núcleo urbano contiene una entrada que surge de un encinar cantábrico, y forma parte de un complejo kárstico de alrededor de 12 kilómetros donde encontramos multitud de formas geológicas surgidas de la acción del agua y de los miles de años transcurridos para su creación. Estas formas, junto con los restos prehistóricos y su reciente apertura al público, hacen de la cueva una de las más visitadas de la comarca. Se han hallado restos de un pequeño yacimiento, así como arte rupestre, ambos del Paleolítico.

### Cueva de la Fuente del Salín
La cueva de la Fuente del Salín se encuentra en el municipio de Val de San Vicente, y contiene un yacimiento arqueológico descubierto en 1985. Tiene un trazado muy sinuoso, únicamente accesible en épocas de sequía debido a que su en su entrada desemboca un río subterráneo. Los restos encontrados son un yacimiento perteneciente fundamentalmente al Paleolítico Superior, con una fecha de 22.340 años de antigüedad según la datación de carbono 14 y también un hogar. Igualmente se puede observar arte rupestre, ya que en esa misma sala hay varias manos pintadas en negativo además de encontrarse otras en positivo en otras salas.

### Cueva de Chufín
La cueva de Chufín está localizada en la localidad de Riclones. Se encuentra ubicada en el lugar de confluencia de los ríos Lamasón y Nansa, en un entorno con un abrupto relieve en el cual existen varias cuevas con arte rupestre. En Chufín se han encontrado diferentes niveles de ocupación, siendo los más antiguos de en torno a 20.000 años de antigüedad. La cueva, de pequeño tamaño, cuenta con unos profundos grabados de sutil sencillez y unas pinturas rojas de ciervas, cabras y bóvidos que aparecen representados muy esquemáticamente. En ella también encontramos un gran número de símbolos. Un grupo de éstos, denominado de tipo «bastones», acompaña a las pinturas animales del interior. También hay un gran número de dibujos con puntillaje, entre los que destaca uno en torno al agujero de la roca que se ha interpretado como la representación de una vulva. La cueva fue declarada Patrimonio de la Humanidad por la Unesco en 2008.

### Cueva del Porquerizo
La cueva del Porquerizo es una cavidad que se halla en la localidad de Celis, en el municipio de Rionansa. Se accede a ella por un sendero al que se llega desde el casco urbano de dicho pueblo, y tras caminar por una ladera muy pronunciada se abre dicha cueva. Cuenta tanto con restos de ocupación de la época Solutrense como con pinturas de arte rupestre Paleolítico, épocas de entre 20.000 y 17.000 años de antigüedad. Hay algunas pinturas rupestres, como un grupo de puntiformes de color rojo o algunos incisos no muy detallados. Por su contexto y su morfología se han catalogado como estilo III de Leroi-Gourhan.

### Cueva de Micolón
La cueva de Micolón es un enclave arqueológico que se encuentra al borde del embalse de Palombera. Se trata de una cavidad de 500 metros con un trazado laberíntico especialmente angosto, en la cual se ha encontrado algo de talla en sílex (como algunos nódulos con signos de haber sido explotados y un buril). Los restos de ocupación pertenecen al Solutrense, es decir, serían de entre 20.000 y 17.000 años de antigüedad. En cuanto a arte rupestre, la cueva posee 22 grabados incisos y algunas pinturas rojas, fundamentalmente encuadradas en una sala cercana a la entrada. Hay cérvidos, caballos y algunos signos tectiformes, todos ellos de estilo III de Leroi-Gourhan.

### Cueva de los Marranos
La cueva de los Marranos se encuentra en Venta de Fresnedo, dentro del municipio de Lamasón. Para acceder a ella hay que seguir un sendero que lleva directamente a esta surgencia de dos bocas. Geológicamente es algo así como un desagüe en épocas de inundaciones, aunque posee un amplio vestíbulo con arte rupestre. Han sido encontrados allí restos del Paleolítico, representados fundamentalmente por industria lítica tallada en cuarcita. Por otro lado hay una hebilla de bronce de finales de la Edad Media, que indica la posibilidad de que la cueva podía haber servido de abrigo a viajeros. En el año 2000 es declarada BIC por el ministerio de la Ley.

### Cueva de El Portillo
La cueva de El Portillo del Arenal se encuentra en la localidad de Velo, en el municipio de Piélagos. Contiene arte rupestre muy bien conservado, además de haberse encontrado en ella fragmentos cerámicos y restos mortuorios.

### Cueva de La Meaza
La cueva de La Meaza se encuentra en el municipio de Comillas. Para llegar a ella hay que tomar la carretera Cabezón de la Sal-Comillas. Al llegar a este pueblo, se toma el desvío al barrio de La Molina y antes de llegar a él hay un sendero que conduce a la cavidad. Se han encontrado en la cueva restos del Solutrense, Aziliense e incluso algunos indicios del llamado Asturiense, enterramientos de prehistoria reciente y algunos restos de la Edad Media. El hecho de que tenga tantas épocas de ocupación se explica por la configuración de la cueva, que cuenta con una amplia entrada y un vestíbulo cómodo para su habitación. Al fondo de la cavidad se encuentran algunos restos de arte rupestre paleolítico enmarcados dentro del estilo III de Leroi-Gourhan, aunque por desgracia no se han conservado excesivamente bien.

### Cueva de Las Aguas
La cueva de Las Aguas se encuentra ubicada en el pueblo de Novales, en el municipio de Alfoz de Lloredo. Dicha cueva contiene arte rupestre como son dos bisontes grabados y pintados en rojo, una cierva, un caballo, un claviforme, un signo en parrilla y varias figuraciones más. Estos restos se sitúan cronológicamente en la época Magdaleniense inicial o media.

### Cueva de El Linar
La cueva de El Linar se encuentra en La Busta, localidad del municipio de Alfoz de Lloredo. Es un sumidero de más de 7 kilómetros con tres bocas y donde sume el arroyo de La Busta. En ella se hallaron materiales paleolíticos y se han detectado también niveles del Magdaleniense. En una de las galerías hay un grupo de grabados con motivos animalísticos como cabras, bisontes o rebecos. Asimismo se ha localizado otro grupo de pinturas de líneas y vulvas y restos de la Edad de Bronce.

### Cueva de Cualventi
La cueva de Cualventi está ubicada en el barrio de Perelada, en Oreña en el municipio de Alfoz de Lloredo. En dicha cueva podemos encontrarnos con varias manchas rojas utilizando las técnicas del «tamponado» y la «tinta plana» para mostrar un enorme bisonte, cabras, ciervos y caballos muy similares a los de El Pendo, Covalanas y otras cuevas cántabras. Su edad aproximada data del Magdaleniense.

### Cueva de La Clotilde
La cueva de La Clotilde está situada en la localidad de  Santa Isabel de Quijas en el municipio cántabro de Reocín. Sus restos apuntan a que debió estar ocupada durante el periodo Magdaleniense y además sus pinturas rupestres datan de antes del periodo Auriñaciense, en las que cabe destacar representaciones animales y otros símbolos de naturaleza desconocida.

### Cueva de La Estación
La cueva de La Estación está ubicada en la misma localidad que la cueva de La Clotilde, en Santa Isabel de Quijas. Esta cueva es destacable por la presencia de pinturas rupestres en una gran sala con representaciones de caballos y de otros signos no identificables. Data más o menos de las épocas Auriñaciense o Gravetiense.

### Cueva de Sovilla
La cueva de Sovilla, ubicada en el barrio del mismo nombre, en San Felices de Buelna y cerca de la cueva de Hornos de la Peña, se caracteriza principalmente por las pinturas rupestres en las que se muestran ciervas, caballos, un bisonte y un reno. El conjunto pictórico pertenece a la época Magdaleniense.

### Cueva de Hornos de la Peña
La cueva de Hornos de la Peña fue descubierta en 1903 y está situada en un monte cercano al pueblo de Tarriba, en San Felices de Buelna. Las pinturas más destacables son un bisonte acéfalo, un caballo y otras de diversas categorías en una primera sala, y en la segunda hay un conjunto de pinturas en el que encontramos 35 figuras animales como caballos, bisontes, uros, cabras, etc. La datación de las pinturas nos indica que la creación es del Magdaleniense inicial o medio.
Es una de las 18 cavidades declaradas Patrimonio de la Humanidad del norte de España.

### Cuevas del monte Castillo
Es un conjunto de cuatro cavidades en el monte Castillo de la localidad de Puente Viesgo: Cueva de El Castillo, Cueva de Las Chimeneas, Cueva de Las Monedas y Cueva de La Pasiega.
Todas ellas son parte de la declaración de la Unesco como Patrimonio de la Humanidad.

### Cueva de El Pendo
La cueva de El Pendo está situada en Escobedo de Camargo y es uno de los yacimientos más citados en la historiografía arqueológica y una de las referencias obligadas en el estudio del paleolítico peninsular.
En 1997 se descubrieron pinturas en un panel.
Es una de las 18 cavidades declaradas Patrimonio de la Humanidad del norte de España.

### Cueva de La Garma
La cueva de La Garma es una de las cuevas del complejo kárstico que ocupa el monte de La Garma. La cueva contiene un yacimiento, pinturas y grabados del Paleolítico.
Es otra de las incluidas en la denominación «Cueva de Altamira y arte rupestre paleolítico de la cornisa cantábrica» de la Unesco.

### Cueva de Covalanas
La cueva de Covalanas es una cavidad ubicada cerca de Ramales de la Victoria, Cantabria, en España. Su acceso se encuentra a unos 700 m de la carretera N-629, en una pared formada por el río Calera. Está incluida en la lista del Patrimonio de la Humanidad de la Unesco desde julio de 2008, dentro del conjunto «Cueva de Altamira y arte rupestre paleolítico del Norte de España».

### Otras cuevas con arte rupestre
- Cueva Redonda
- Cueva de Las Brujas
- Cueva de la Pila
- Cueva de Cudón
- Cueva de Santián
- Cueva del Calero II
- Cueva de Juyo
- Cueva de La Llosa
- Cueva de Los Moros
- Cueva de El Salitre
- Cueva del Morro del Horidillo
- Cueva de Pondra
- Cueva de Arco
- Cueva de Sotarriza-Covanegra
- Cueva de El Haza
- Cueva de San Juan de Socueva
- Cueva de Sotarraña
- Cueva de los Emboscados
- Cueva de Cofresnedo
- Cueva de Cobrante
- Cueva de El Otero
- Cueva Peña del Perro
- Cueva de San Carlos
- Cueva de El Cuco
- Cueva de Urdiales
- Cueva Juan Gómez
- Cueva de La Lastrilla
- Cueva Grande

## Otras cuevas

### Cueva de El Soplao
La cueva de El Soplao es una cueva situada en los municipios de Rionansa, Valdáliga y Herrerías en Cantabria (España). Es considerada una cavidad única a nivel mundial por la calidad y cantidad de las formaciones geológicas (espeleotemas) que alberga en sus 17 kilómetros de longitud total, aunque solo 6 están abiertos al público. En ella se encuentran formaciones poco comunes como helíctitas (estatalactitas excéntricas que desafían la gravedad) y banderolas (sábanas o banderas traslúcidas colgando del techo). Su formación data del Mesozoico, concretamente del periodo Cretácico, hace 240 millones de años.

### Sistema del Alto del Tejuelo
El Sistema Alto del Tejuelo es el mayor complejo kárstico de España y el segundo a nivel europeo. Geográficamente se encuentra en el Macizo del Porracolina, dentro de la zona especial de conservación Montaña Oriental. Administrativamente abarca los municipios de Arredondo, Miera y Calseca (Ruesga). Tiene un desarrollo de 213,7 km con 20 entradas. Hidrológicamente tiene dos cuencas bien diferenciadas: río Eulogio y río del Canto. El sistema tiene gran proyección de futuro puesto que la zona explorada es principalmente la cuenca de absorción en lo alto del macizo, quedan por unir las salidas al valle de las dos redes principales.

### Sistema del Mortillano
El sistema del Mortillano es el segundo mayor complejo kárstico de España y de uno de los mayores de Europa.

### Cueva de Cucabrera
La cueva de Cucabrera está situada en los acantilados próximos a Galizano.

### Cueva del Valle

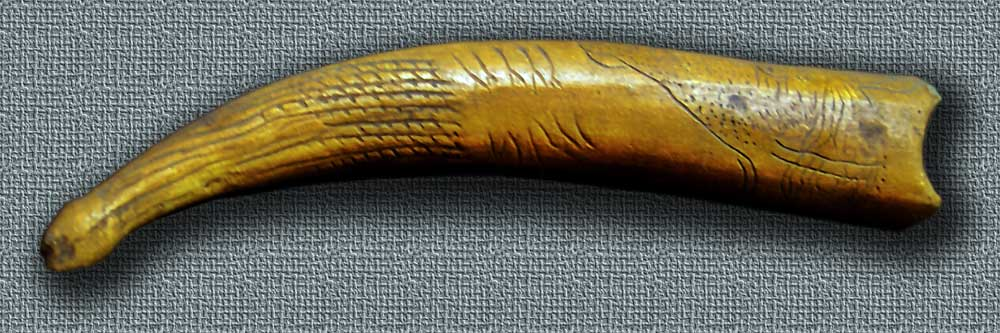
Bastón de la cueva del Valle.

La cueva del Valle está situada en el municipio de Rasines. También es conocida por los habitantes del lugar como «La Viejarrona». Cuenta con una entrada de grandes dimensiones, lo que le da gran majestuosidad. En ella nace el río Silencio, afluente del Ruahermosa, y ambos del Asón. Es de gran importancia tanto prehistórica como espeleológica y su época está datada aproximadamente en el Aziliense y en el Magdaleniense Superior.

### Cueva de Morín
La cueva de Morín o cueva del Rey se encuentra en Villaescusa. Se han hallado yacientos arqueológicos datados del Paleolítico Medio, como el famoso vaciado corporal del llamado hombre de Morín. Gracias a los testimonios en esta caverna se han logrado estudiar las costumbres de los anteriores homínidos.

### Cueva de Ruso
La cueva de Ruso se descubrió en Igollo, Camargo y ha proporcionado materiales del Paleolítico y Edad del Bronce los cuales se pueden encontrar como es habitual en el Musea de Prehistoria de Santander. 
Se encontraron varias cerrámicas campaniformes y la punta de retoque plano. La cueva de Juyo conserva una larga secuencia del Magdaliense aunque, como el resto, sin arte rupestre.

### Cueva de La Chora
La cueva de La Chora se encuentra ubicada en San Pantaleón de Aras y en ella aparecieron materiales de sílex como hojas de dorso y raspadores y también arpones de hueso magdalienses.

## Descubrimientos de las cuevas
Algunos descubrimientos de cuevas del norte de España significativos se enumeran a continuación, partiendo de la primera, y reconocida como una de las más espectaculares, la cueva de Altamira:
| Nombre                     | Fecha                 | Descubridor                               |
| Cueva de Altamira          | 1879                  | Marcelino Sanz de Sautuola                |
| Cueva de El Castillo       | 1903                  | Hermilio Alcalde del Río                  |
| Cueva de El Salitre        | 1903                  | Lorenzo Sierra                            |
| Cueva de Covalanas         | Septiembre de 1903    | Hermilio Alcalde del Río                  |
| Cueva de La Haza           | Septiembre de 1903    | Hermilio Alcalde del Río y Lorenzo Sierra |
| Cueva de Hornos de la Peña | 27 de octubre de 1903 | Hermilio Alcalde del Río                  |
| Cueva de Venta Laperra     | 1904                  | Lorenzo Sierra                            |
| Cueva de La Clotilde       | 1906                  | Hermilio Alcalde del Río y Henri Breuil   |
| Cueva de Sotarriza         | 12 de agosto de 1906  | Lorenzo Sierra                            |
| Cueva de Meaza             | 1907                  | Hermilio Alcalde del Río                  |
| Cueva de El Otero          | 1908                  | Lorenzo Sierra                            |
| Cueva de Las Aguas         | 1909                  | Hermilio Alcalde del Río                  |
| Cueva de La Pasiega        | 1911                  | Hugo Obermaier y Paul Wernert             |
| Cueva de Las Monedas       | 1952                  | Alfredo García Lorenzo                    |